# Евтимій Сапунджієв

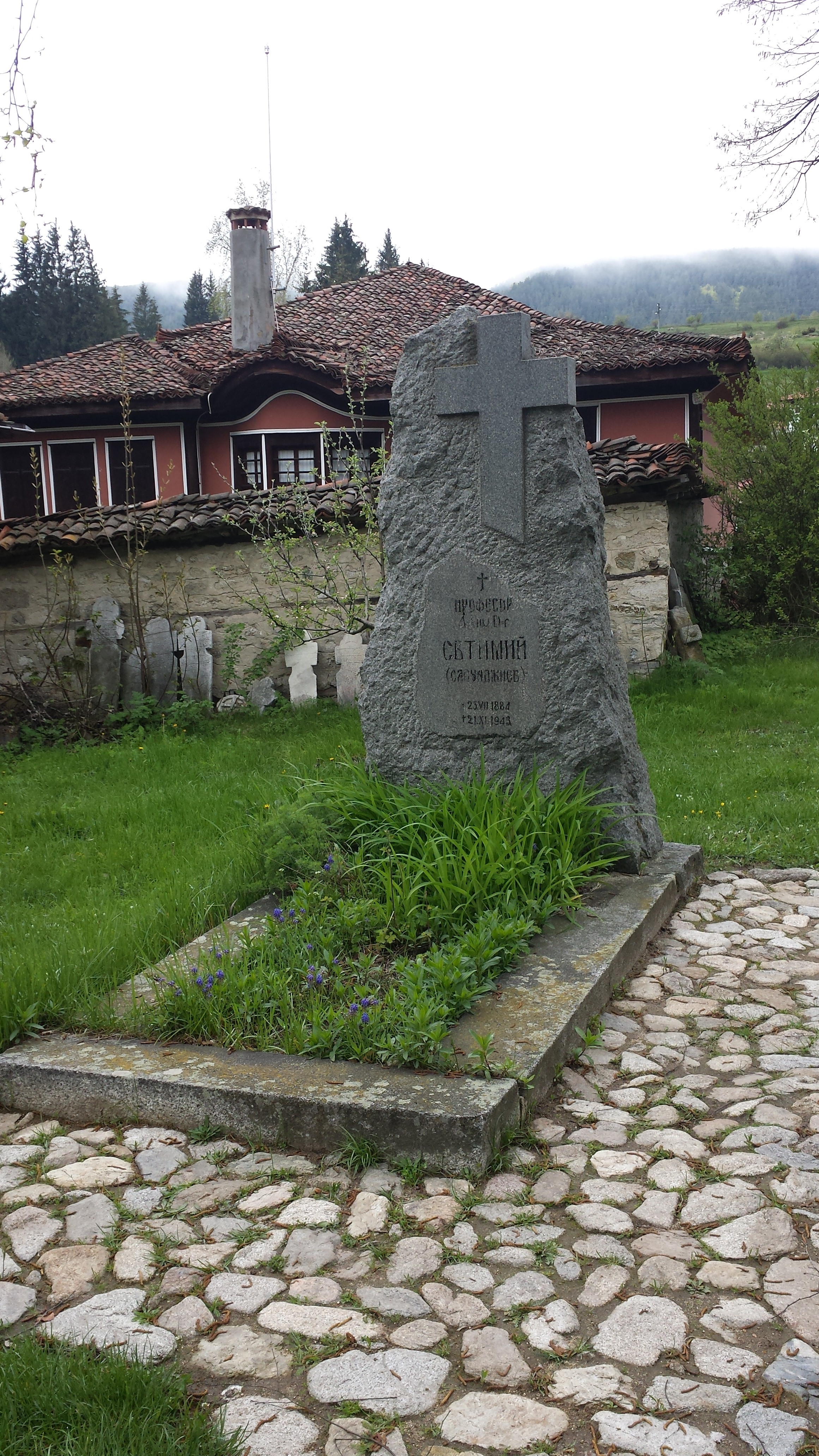
Надгробний камінь на могилі Евтимія Сапунджієва

Архімандрит Евтимій Сапунджієв (болг. Евтимий Сапунджиев; 25 липня 1884, Копривштиця — 21 листопада 1943, Софія — болгарський православний богослов і політик, архімандрит.

## Біографія
Народився 25 липня 1884 року в Копривштиці з ім'ям Лука Найденов Сапунджієв. У 1898 році з відзнакою закінчив школу у своєму рідному місті. Він є випускником Цареградської болгарської духовної семінарії, яку закінчив у 1904 році. У тому ж році був пострижений і висвячений в ієродиякона. З 1908 по 1915 роки навчався в Київській духовній академії, яку закінчив зі званням магістра богослов'я і викладав у Константинополі і Софії, вивчав філософію в Німеччині і Швейцарії. З 1915 року — ієромонах, а з 1917 — архімандрит. Був першим професором християнської апологетики і релігійної філософії, яка зробила значний внесок у розвиток релігійної філософії в Болгарії. Він був першим ректор Пловдивської духовної семінарії, пізніше професор теологічного факультету Софійського університету. Написав ряд статей для журналу «Философски преглед». Помер 21 листопада 1943 року.